# Hans Grützemann
Hans Grützemann (* 4. Dezember 1928; † 2005) war ein deutscher Fußballspieler, der zwischen 1950 und 1955 für EHW/Stahl Thale 110 Spiele in der DDR-Oberliga und 25 Spiele in der zweitklassigen DDR-Liga absolvierte. 1950 wurde er mit der SG EHW Thale DDR-Pokalsieger.

## Sportliche Laufbahn
1950 wurde der 21-jährige Hans Grützemann mit der Sportgemeinschaft Eisenhüttenwerk Thale Fußballmeister in Sachsen-Anhalt. In der anschließenden Aufstiegsrunde zur DDR-Oberliga erreichte die SG EHW die Qualifikation zur Oberliga-Saison 1950/51. In dem vor der Saisoneröffnung ausgetragenen DDR-Pokalwettbewerb erreichte Thale das Endspiel, das mit Grützemann als linker Verteidiger mit 4:0 gegen  KWU Erfurt gewonnen wurde.
Grützemann stand auch als Abwehrspieler im Kader der SG EHW für deren erste Oberligasaison. Er wurde bereits im ersten Punktspiel eingesetzt und kam in der 34 Spiele dauernden Saison insgesamt in 21 Partien zum Einsatz. In den folgenden drei Spielzeiten absolvierte er von den 96 ausgetragenen Oberligaspielen 89 Partien und wurde stets als linker Verteidiger eingesetzt. In dieser Zeit wurde die SG EHW Thale in die Betriebssportgemeinschaft (BSG) Stahl umgewandelt.
Nach der Spielzeit 1953/54 musste die BSG Stahl Thale in die DDR-Liga absteigen. Dort bestritt Grützemann 1954/55 25 der 26 durchgeführten Punktspiele. Obwohl die BSG Stahl am Saisonende Platz sieben in ihrer Staffel erreicht hatte, reichte es wegen der Reduzierung der DDR-Liga auf eine Staffel für die BSG nicht zum Klassenerhalt, und sie spielte ab 1955/56 in der drittklassigen II. DDR-Liga. Hans Grützemann spielten danach nicht mehr im höherklassigen Fußball.

## Ehrungen
Die Stadt Thale verlieh Hans Grützemann wegen seiner Verdienste um den Fußballsport in Thale 1998 die Ehrenbürgerschaft.